# Jean Moutsinga
Jean Moutsinga – gaboński piłkarz grający na pozycji pomocnika. W swojej karierze rozegrał 1 mecz w reprezentacji Gabonu.

## Kariera reprezentacyjna
W reprezentacji Gabonu Moutsinga zadebiutował 28 marca 1994 w przegranym 0:4 meczu grupowym Pucharu Narodów Afryki 1994 z Egiptem, rozegranym w Tunisie. Był to jego jedyny mecz w kadrze narodowej.